# Кучук-Уч-Чам
Кучук-Уч-Чам (от крымскотат. Küçük Üç çam — «маленькие три сосны»; также Вилла промышленника Сазонова) — особняк начала XX века в Ялте, построенный в 1911 году для промышленника В. И. Сазонова. В настоящее время здание занимает частная школа «iPro.School» им. Рената Ибрагимова. Современный адрес: Ялта, улица Свердлова, 34, литер «Б1». Памятник градостроительства и архитектуры регионального значения.

## Вилла промышленника Сазонова
В 1903 году уроженец Тульской губернии, владелец паро-водяной мельницы, потомственный почётный гражданин Василий Иванович Сазонов купил в Ялте участок рядом с Симферопольским шоссе (сейчас ул. Свердлова), позже прикупив к нему ещё земли. К 1911 году по проекту архитектора Ю. Ф. Стравинского был построен особняк в романтическом стиле. В результате получилось разнообъёмное асимметричное здание, в плане напоминающее гриб, на очень крутом склоне оврага, общей площадью 329 м², с довольно сложной для определения этажностью (от 1 до 5 этажей), что вызвано перепадами местности. Кроме основного корпуса были построены: флигель из керченского камня, крытый черепицей, площадью 83 м²; сохранившаяся у входа в имение сторожка и большая оранжерея, от которой сохранился фундамент. Также вокруг особняка создали красивый парк с двумя фонтанами.

## После революции
После окончательного установления Советской власти в Крыму 16 декабря 1920 года приказом председателя Революционного комитета Крыма были изъяты «из частного владения как разных ведомств, так и частных лиц все имения Южного берега Крыма в районе от Судака до Севастополя включительно»; это имущество передавалось в ведение специально созданного Управления Южсовхоза. Был национализирован и особняк Сазонова, а его владелец поселился в одной из комнат как квартиросъёмщик и платил за неё «непомерную (в семь раз выше) арендную плату». Несколько раз Сазонов пытался вернуть свой дом, доказывая свою непричастность к эксплуататорскому классу, но всё оказалось безрезультатно. С 1930 года Кучук-Уч-Чам стал собственностью Ялтинского коммунально-курортного треста, потом корпусом санатория Ленинградского военного округа, с 1991 года — корпус № 12 Ялтинского военного санатория Министерства обороны Украины. В настоящее время — в частной собственности. С сентября 2021 года в здании находится частное учебное заведение Школа АЙПРО («iPro.School») им. Рената Ибрагимова.